# 第一次世界大戦期のベルギー亡命政府

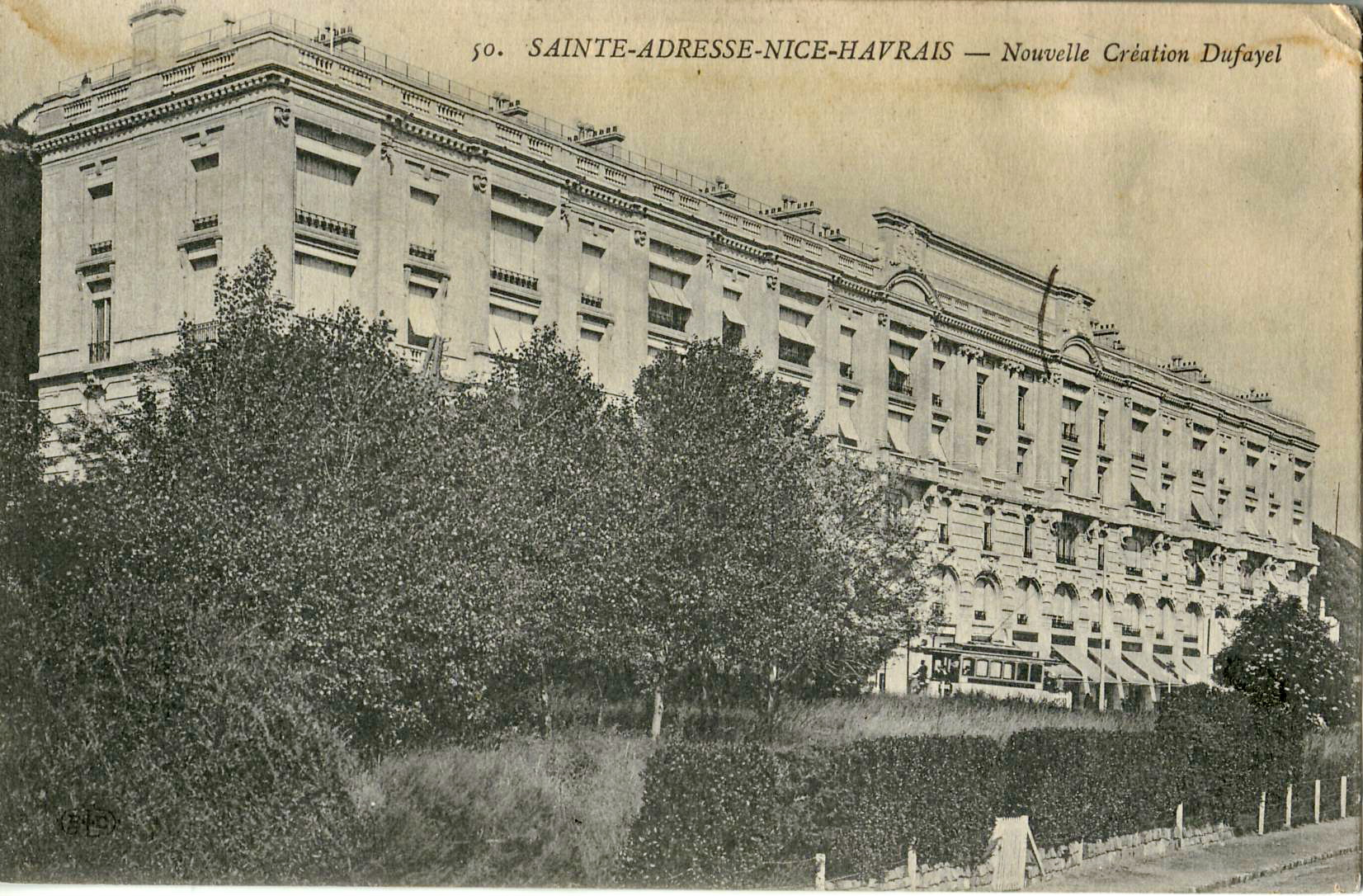
政府が1914年から1918年まであったサン＝タドレスのイムブルドュファイエル

ド・ブロケヴィル亡命政府は第一次世界大戦のドイツによるベルギー占領中に亡命政府を樹立したシャルル・ド・ブロケヴィル率いる連続する二つのベルギー政権を言う。1914年10月以降北フランスのル・アーヴルに拠点を置いた。第一次ド・ブロケヴィル政権として知られる最初の政権は、1911年に選出されたカトリック党政権であり、1918年6月1日まで続く第二次ド・ブロケヴィル政権に発展して社会党と自由党が加わる1916年まで続いた。1914年11月に、ドイツ（総政府）がベルギー領の大部分（2636市町村の内2598）を占領下に置いており、ベルギー本土のうち、亡命政府が支配していた領域は、イゼル戦線の銃後に当たる領域のみである。

## ル・アーヴルでの亡命

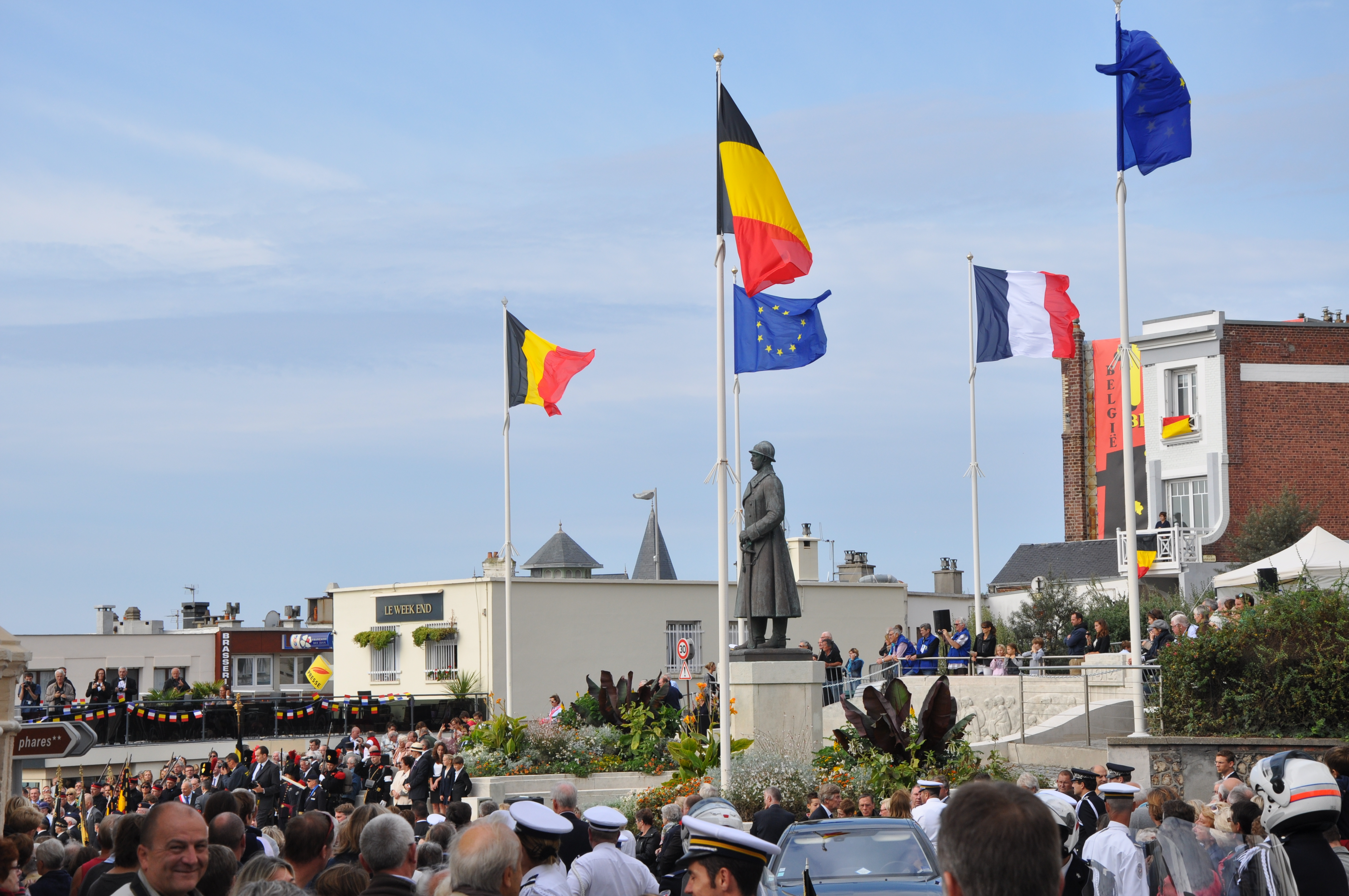
2014年10月：ル・アーヴル（サン＝タドレス）での100周年祭

1914年10月、政府はフランスの沿岸都市ル・アーヴルに移動した。サン＝タドレス郊外に位置する、1911年にフランス人実業家ジョルジュ・ドュファイエルにより建てられた大きなイムブルドュファイエル（「ドュファイエルビル」）に設置された。現在、市の紋章にベルギーの国旗色をあしらうサン＝タドレスの全域は、ベルギーの残りの地域が占領されている間、一時的な行政センターとしてフランス政府からベルギーに貸与された。この地域には相当数の亡命ベルギー人がいて、ベルギーの切手さえ使われた。
アルベール1世は国を去ることは王として相応しくないとみなし、ル・アーヴルの政府には合流しなかった。その代わりにまだ占領されていないベルギー領の最後の区画のイゼル戦線の丁度後方のフランドル地方のヴルヌに職員を置いた。

## 構成
ド・ブロケヴィル政権の構成である。
- シャルル・ド・ブロケヴィル（英語版）男爵（1918年11月まで内閣の代表として知られる）首相として（カトリック党（英語版））
- アンリ・カルトン・ドゥ・ヴィアール（カトリック党）：司法大臣
- ジュリアン・ダヴィニョン（英語版）（カトリック党）：1916年1月18日まで外務大臣
- ポール・ベリヤー（英語版）（カトリック党）：内務大臣
- プロスペ・プレ（カトリック党）：芸術及び科学大臣、1918年1月1日からは経済担当大臣
- アロイス・ファン・デ・フィフェレ（カトリック党）：金融大臣
- ジョルジュ・エルピュト（英語版）（カトリック党）：農業及び労働大臣
- アルマン・ユベール（英語版）（カトリック党）：工業及び労働大臣
- ポル・セジェ（英語版）（カトリック党）：鉄道、海運及びPTT大臣
- アルマン・ド・クーニンク（英語版）（テクノクラート）：1917年8月4日以降戦争大臣
- ジュール・ランカン（カトリック党）：植民地大臣
- ベヨン・ド・グラベー（英語版）男爵（テクノクラート）：1916年7月30日以降閣僚評議会（英語版）評議員、1916年1月18日から1917年8月4日まで外務大臣
- ポール・ハイマンズ（英語版）（自由党（英語版））：1916年1月18日以降閣僚評議会評議員、1917年11月12日から1918年1月1日まで経済担当大臣、1918年1月1日以降外務大臣
- ウジェーヌ・ガブレ・アルヴィエラ（英語版）伯爵（自由党）：1916年1月18日以降閣僚評議会評議員
- エミール・バンデルベルデ（英語版）（社会党（英語版））：1916年1月18日以降閣僚評議会評議員、1917年8月4日以降供給大臣
- エミーユ・ブリュネ（英語版）（社会党）：1918年1月1日以降閣僚評議会評議員

## 批判
フラミンガント詩人ルネ・ド・クレルクは1916年にフランドル地方の窮地を忘れたと政府（「ル・アーヴルの長」）を攻撃するAan Die Van Havere（「ル・アーヴルの人々へ」）と題する詩を発表した。

## 参照
1. ↑  De Schaepdrijver 2014, p. 46.
2. ↑  Thielemans, Marie-Rose, ed. (1991), Albert 1er, Carnets et Correspondance de Guerre, 1914-1918, Paris: Duculot, ISBN 2-8011-0951-7